# 阿部正武
阿部 正武（あべ まさたけ）は、江戸時代前期から中期の大名、老中。武蔵忍藩主。忠秋系阿部家3代。阿部正能の長男。

## 生涯
延宝5年（1677年）7月、父の隠居により家督を相続する。この時、弟正明に5000石、正房に3000石、正員に2000石分与し、自身は8万石を領した。延宝8年（1680年）閏8月に奏者番兼寺社奉行を務め、天和元年（1681年）3月に老中に抜擢された。正武は越後騒動における将軍徳川綱吉の親裁を補佐した功績で綱吉の信任を得る。以後、武家諸法度天和令作成、貨幣改鋳・湯島聖堂建設の総奉行、赤穂事件などを担当した。
藩政では三宅尚斎を儒臣として忍藩に招いた。また、元禄13年（1700年）以降、忍城の修築に着手し、櫓を4か所に築造した。そのうちのひとつは三階層櫓で天守の役割を果たした。在任27年後の宝永元年（1704年）9月17日、死去。享年56。家督は嫡男の正喬が継いだ。

## 人物・逸話
- 『土芥寇讎記』では大久保忠朝、戸田忠昌と並んで「善人の良将」と評されている。
- 学問を好んだ人物で、古記録類の収集を家臣に命じ、2年10か月余りをかけて『武徳大成記』30巻を著した。また、綱吉はしばしば正武の邸宅を訪れ、諸講義を交えたという。

## 略歴
- 1649年（慶安2年）6月15日：誕生
- 1677年（延宝5年）7月4日：家督相続
- 1680年（延宝8年）：奏者番兼寺社奉行（8月11日）
- 1681年（天和元年）：老中（3月26日）
- 1684年（貞享元年）8月28日、江戸城内にて大老堀田正俊殺害事件に遭遇。大久保忠朝、戸田忠昌と共に稲葉正休を討つ。
- 1686年（貞享3年）1月：1万石加増され9万石
- 1694年（元禄7年）4月：1万石加増され10万石
- 1704年（宝永元年）9月17日：現役のまま死去（9月17日）、享年56

## 官位および位階
- 1663年（寛文3年）：従五位下・美作守
- 1681年（天和元年）：豊後守、従四位下・侍従

## 系譜
父母
- 阿部正能（父）
- 牧野信成の娘（母）

正室
- 井伊直澄の養女 - 井伊直縄の娘

側室
- 林氏

子女
- 阿部正喬（長男） 生母は正室
- 阿部金助（次男）
- 阿部正晴（三男） 生母は林氏
- 阿部正府（四男）
- 竹姫 - 松平正容室
- 戸田光煕室

## 阿部正武を演じた俳優

### 映画・テレビドラマ
- 永田光男（テレビドラマ『水戸黄門 第1部』、1969年）
- 有馬昌彦（テレビドラマ『水戸黄門 第4部』、1973年）
- 志摩靖彦（テレビドラマ『水戸黄門 第5部』、1974年）
- 森塚敏（テレビドラマ『元禄太平記』、1975年）
- 坂口祐三郎（テレビドラマ『水戸黄門 第11部』、1980年）
- 可知靖之（テレビドラマ『元禄繚乱』、1999年）
- （テレビドラマ『水戸黄門 第29部』、2001年）
- 有川博（テレビドラマ『水戸黄門 第31部』、2002年）
- 大竹修造（テレビドラマ『水戸黄門 第42部』、2010年）